# 13820 Schwartz
13820 Schwartz (1999 VQ) là một tiểu hành tinh vành đai chính được phát hiện ngày 1 tháng 11 năm 1999 bởi C. W. Juels ở Fountain Hills.